# Rezerwat przyrody Torfowisko Mieleńskie
Rezerwat przyrody Torfowisko Mieleńskie – torfowiskowy rezerwat przyrody w gminie Skępe, w powiecie lipnowskim, w województwie kujawsko-pomorskim, na wschód od miasta Skępe.
Obejmuje obszar torfowiska niskiego i przejściowego o powierzchni 16,04 ha. Został powołany Zarządzeniem Ministra Ochrony Środowiska, Zasobów Naturalnych i Leśnictwa z 26 listopada 1990 roku (M.P. z 1990 r. nr 48, poz. 366, § 15). Według aktu powołującego, celem ochrony rezerwatu jest zachowanie zbiorowisk roślinności o charakterze naturalnym z udziałem rzadkich gatunków reliktowych.
Obszar rezerwatu podlega ochronie czynnej.